# Campylonotidae
Campylonotidae é uma família de crustáceos decápodes da superfamília dos Campylonotoidea. A base de dados taxonómicos WoRMS considera a família como monotípica, incluindo apenas o género Campylonotus Spence Bate, 1888 com 5 espécies extantes conhecidas.